# Lispe sydneyensis
Lispe sydneyensis este o specie de muște din genul Lispe, familia Muscidae, descrisă de Ignaz Rudolph Schiner în anul 1868. Conform Catalogue of Life specia Lispe sydneyensis nu are subspecii cunoscute.